# Korșiv, Colomeea
Korșiv (în ucraineană Коршів) este localitatea de reședință a comunei Korșiv din raionul Colomeea, regiunea Ivano-Frankivsk, Ucraina.

## Demografie
Componența lingvistică a localității Korșiv
     Ucraineană (99,79%)
     Alte limbi (0,21%)
Conform recensământului din 2001, majoritatea populației localității Korșiv era vorbitoare de ucraineană (99,79%), existând în minoritate și vorbitori de alte limbi.